# Bourguignon-sous-Montbavin
Bourguignon-sous-Montbavin ist eine französische Gemeinde mit 146 Einwohnern (Stand 1. Januar 2022) im Département Aisne in der Region Hauts-de-France; sie gehört zum Arrondissement Laon und zum Kanton Laon-1.

## Geografie
Die Gemeinde Bourguignon-sous-Montbavin liegt im Höhenzug Chemin des Dames, acht Kilometer südwestlich von Laon. Nachbargemeinden von Bourguignon-sous-Montbavin sind Montbavin im Westen, Mons-en-Laonnois im Norden und Nordosten, Vaucelles-et-Beffecourt im Südosten und Süden sowie Royaucourt-et-Chailvet im Südwesten umgeben.

## Bevölkerungsentwicklung
| Jahr                       | 1962 | 1968 | 1975 | 1982 | 1990 | 1999 | 2006 | 2012 | 2021 |
| Einwohner                  | 105  | 108  | 110  | 141  | 147  | 121  | 128  | 147  | 152  |
| Quellen: Cassini und INSEE |      |      |      |      |      |      |      |      |      |

## Sehenswürdigkeiten
- Kirche Saint-Julien-et-Saint-Jean Baptiste
- Château de Bourguignon-sous-Montbavin aus dem 19. Jahrhundert, Monument historique seit 2004

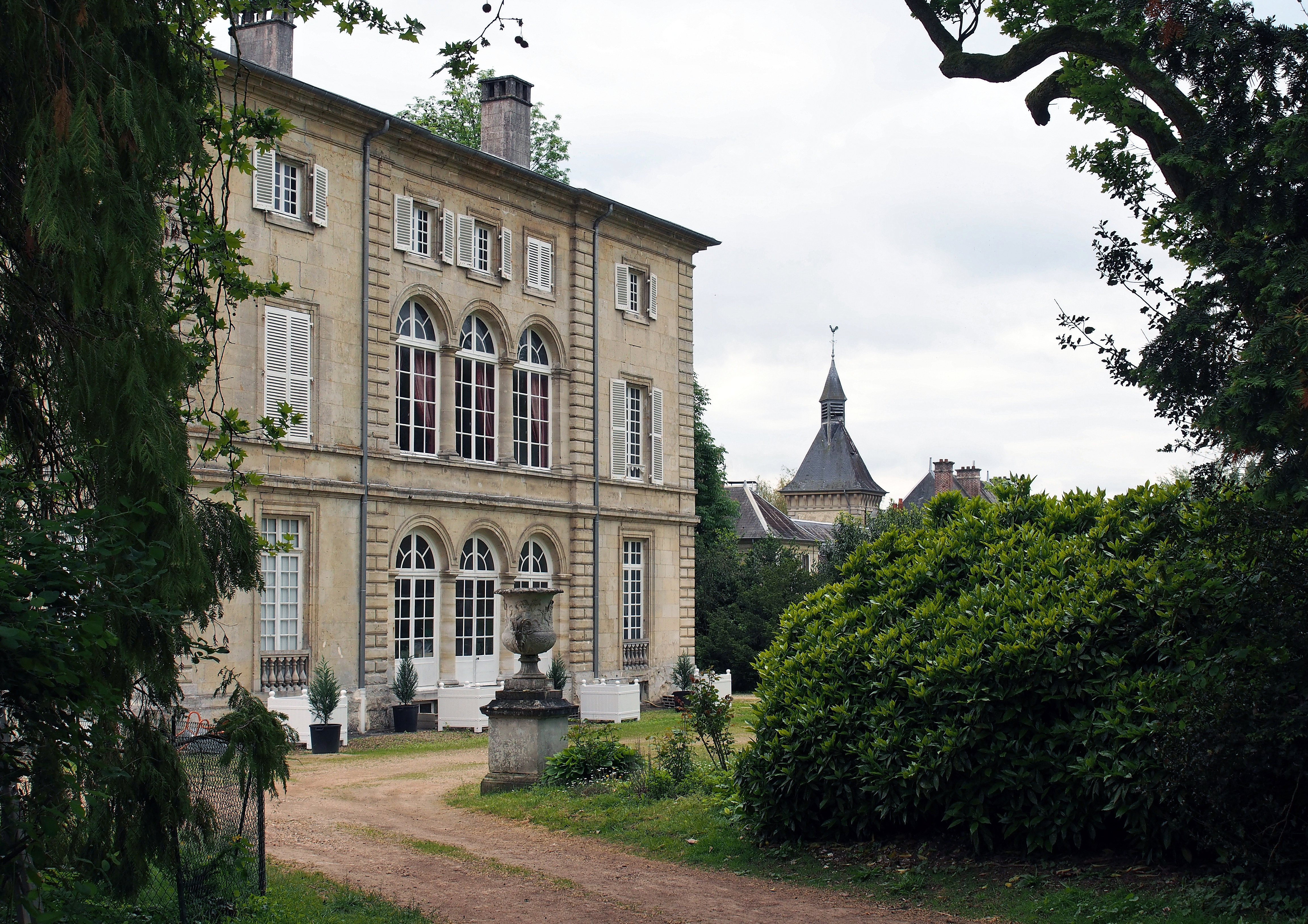
Château de Bourguignon-sous-Montbavin
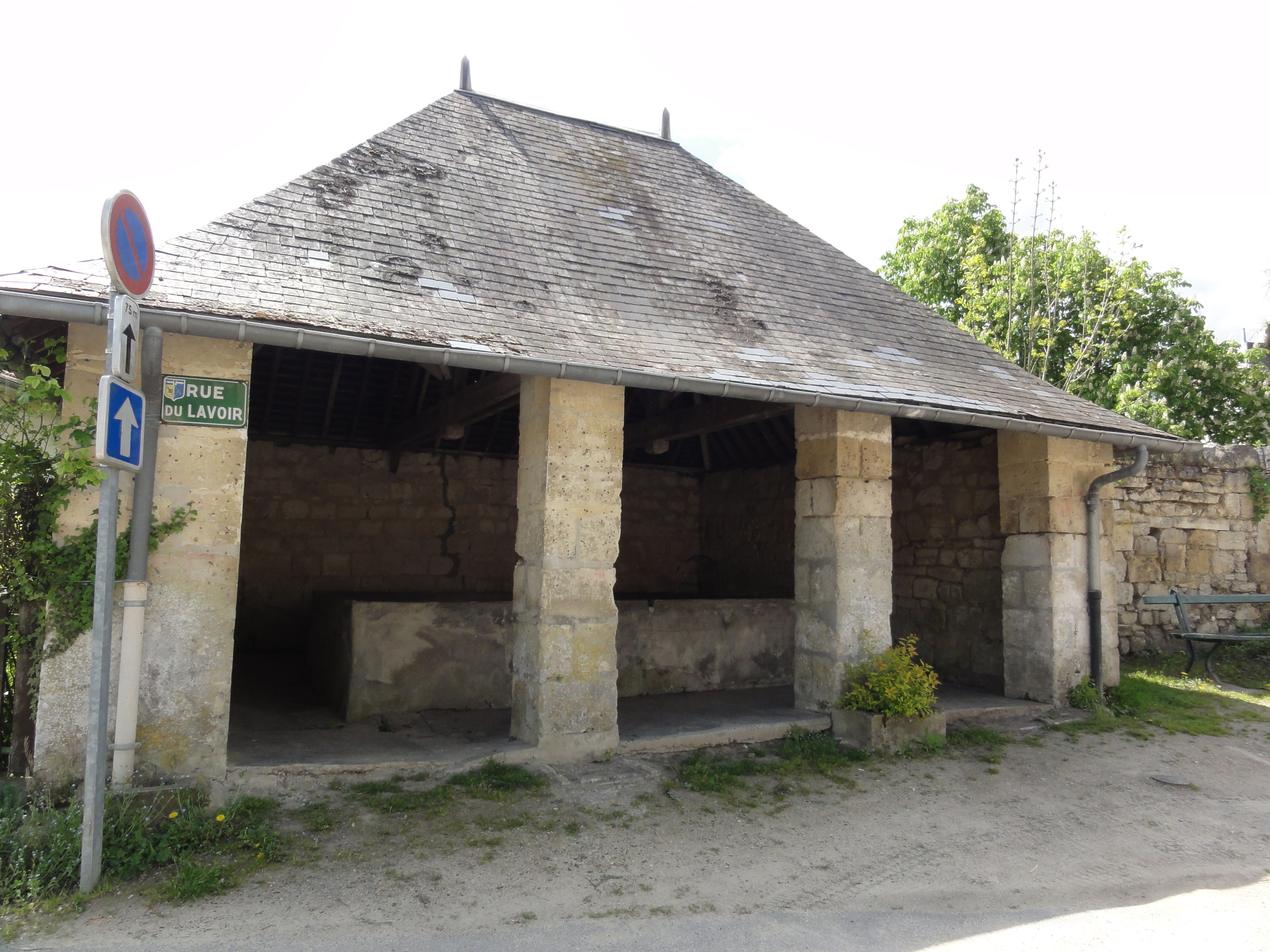
Lavoir